# Frederic William Goudy
Frederic William Goudy (Bloomington, Illinois, 8 de març de 1865 - Marlborough-on-Hudson, 11 de maig de 1947) va ser un dissenyador, gravador i fonedor de caràcters estatunidenc. Va crear més de 100 tipus, com ara el Goudy Old Style, el Hadriano i el Copperplate Gothic.

## Biografia
Es va graduar a Shelbyville High School. En 1888 va treballar de comptable a la societat bancària paterna, on va exercir de registrador. En 1889 va establir-se a Chicago, fent feina d'agent immobiliari.
En 1892 treballava com a oficinista a una llibreria, on va prendre contacte amb les edicions de William Morris i d'altres, com ara Doves, Eragny i Vales.
En 1897 va dissenyar la seva primera font, la Camelot Old Style, i en 1903 va fundar, juntament amb la seva dona i amb Will Ransom, l'editorial The Village Press. Arran de l'incendi que va destruir l'editorial en 1908, es va traslladar a Forest Hill, romanent a Nova York fins a 1924.
En 1914 va començar a fer tipus per a l'American Type Founders, tot i que alhora, nombroses foneries europees li encarregaven fonts exclusives, entre les quals es trobava la Caslon de Londres.
En 1924 va traslladar l'editorial a Marlborough-on-Hudson, on va obrir la seva pròpia foneria de tipus i establir-se definitivament. En 1939, però, va patir per segon cop un incendi que va destruir l'editorial i vint models de lletres inèdites. En aquest període, havia gravat seixanta alfabets.

## Tipografies
Algunes de les tipografies dissenyades per Goudy:
- Goudy Old Style
- Hadriano
- Copperplate Gothic

## Obres
- The Alphabet, Mitchell Kennerley, N.Y.C, 1922.
- Typologia, University of California Press, Berkeley, Los Angeles, Londres, 1940.